# Пирс, Стивен (футболист)
Сти́вен Пирс (англ. Stephen Pears; 22 января 1962) — английский футболист, вратарь. Наиболее известен по выступлениям за клубы «Манчестер Юнайтед», «Мидлсбро» и «Хартлпул Юнайтед».

## Футбольная карьера
Футбольную карьеру начал в академии «Манчестер Юнайтед». В июле 1978 года подписал любительский контракт с клубом, в январе 1979 года — профессиональный контракт. Рассматривался как потенциальный сменщик основного вратаря «Манчестер Юнайтед» Гари Бейли, но долгое время не попадал даже в заявку на матч первой команды, из-за чего в 1983 году отправился в аренду в «Мидлсбро», сыграв за команду 12 матчей. В основном составе «Манчестер Юнайтед» дебютировал 12 января 1985 года в матче Первого дивизиона против «Ковентри Сити». Всего в сезоне 1984/85 провёл за «Юнайтед» 5 матчей (4 в чемпионате и 1 в Кубке Англии). По окончании сезона покинул команду, перейдя в «Мидлсбро» на постоянной основе.
В «Мидлсбро» Пирс стал основным вратарём и выступал за команду на протяжении последующих 10 лет, с 1985 по 1995 год. В сезоне 1987/88 помог команде вернуться в Первый дивизион, сыграв «всухую» семь матчей подряд (клубный рекорд). В 1992 году получал вызов в сборную Англии, но вынужден был покинуть расположение сборной из-за перелома скулы, полученного в столкновении с Дионом Даблином. Всего провёл за «Мидлсбро» более 400 матчей во всех турнирах. Считается одним из лучших вратарей в истории «Мидлсбро».
В 1995 году покинул «Мидлсбро». Клуб организовал в его часть памятный матч. Это был последний матч на «Эйрсом Парк». После этого клуб переехал на «Риверсайд». В той игре Пирсу доверили право исполнить пенальти, и он стал последним игроком, забившим на «Эйрсом Парк».
В сезоне 1995/96 Пирс выступал за «Ливерпуль» в качестве дублёра для Дэвида Джеймса. Попал в заявку «Ливерпуля» на четыре матча Премьер-лиги и на один матч Кубка Англии, однако на поле ни разу не вышел.
С 1996 по 1998 год выступал за «Хартлпул Юнайтед», сыграв 19 матчей. В 1998 году завершил карьеру игрока.

## Тренерская карьера
После завершения карьеры игрока работал в футбольной академии «Мидлсбро», где был тренером юных вратарей. Тренировал, в частности, Росса Тернбулла и Дэвида Найта. В 2007 году стал тренером вратарей основной команды «Мидлсбро». В ноябре 2013 года покинул пост тренера вратарей клуба после прихода нового главного тренера Айтора Каранки.
В июле 2014 года был назначен ассистентом главного тренера клуба «Хартлпул Юнайтед». 5 октября того же года был назначен временно исполняющим обязанности главного тренера клуба вместе с Сэмом Коллинзом после отставки Колина Купера, когда клуб находился на последнем месте в Лиге 2. 23 октября 2014 года на должность главного тренера «Хартлпул Юнайтед» был назначен Пол Марри, а Пирс остался в клубе в качестве тренера вратарей.
В июле 2015 года Пирс стал тренером вратарей клуба «Гейтсхед».